# La strada verso casa (film 1999)
La strada verso casa (我的父親母親T, 我的父亲母亲S, Wode fuqin muqinP, lett. "Mio padre e mia madre") è un film del 1999 diretto da Zhang Yimou, che segna il debutto cinematografico dell'attrice cinese Zhang Ziyi.
La sceneggiatura è dello scrittore Bao Shi, che ha adattato il suo romanzo Remembrance. Il film è stato girato immediatamente dopo il precedente film del regista, Non uno di meno, ed ha ricevuto critiche positive in Cina nell'autunno del 1999.

## Trama
Una ragazza di un villaggio e un giovane insegnante si innamorano, e la morte di quest'ultimo molti anni dopo, porta il loro unico figlio dalla città per il funerale. Il film inizia in bianco e nero nella Cina attuale, quando il figlio, Luo Yusheng, ritorna al suo villaggio dalla città in cui studia, dopo aver appreso della morte del padre. Sua madre, Zhao Di, insiste che sia seguita la tradizione di trasportare la bara a piedi al loro villaggio sperduto, cosicché lo spirito di suo marito ricorderà la via di casa. Il figlio, in veste di narratore, racconta la storia del fidanzamento dei suoi genitori, così famosa da guadagnarsi lo status di leggenda nel villaggio. In tale racconto si ha il passaggio dal bianco e nero a colori intensi.
Suo padre, Luo Changyu, venne al villaggio come insegnante. Immediatamente, Zhao Di si infatua di lui e viceversa. Così comincia un corteggiamento che consiste nello scambio di sguardi e occhiate tra i due. Sfortunatamente, il corteggiamento venne interrotto quando Luo fu chiamato dal governo per ritornare in città. Zhao Di perde il suo cuore, e dopo averlo aspettato nella neve per molto tempo, si ammalò gravemente, tanto da far pensare agli abitanti del villaggio che sarebbe morta. Tuttavia, dopo aver sentito che il maestro è tornato furtivamente al villaggio, Zhao Di in lacrime, è corsa a salutare il suo amato. Ancora, il loro amore non fu consumato per due anni perché l'insegnante fu portato via dal villaggio per punizione, per aver lasciato il suo incarico in città senza permesso.
Ritornando al presente, e al bianco e nero, il figlio realizza come sia importante rispettare la tradizione per sua madre, e così cerca di fare tutto il necessario per soddisfare il suo desiderio. Gli viene detto dal capo villaggio che potrebbe essere difficile trovare abbastanza uomini validi per portare il padre a casa, dato che sono rimasti solo alcuni giovani uomini nel villaggio. Il capo villaggio e il figlio concordano sul prezzo da pagare agli uomini. Dopo l'accordo, sulla via di casa, più di cento persone si presentano per aiutare e portare a casa la bara dell'uomo, che è stato il loro insegnante, durante varie generazioni nel villaggio. Il capo villaggio restituisce il denaro al figlio, perché nessuno ha accettato il pagamento per fare quello che loro considerano essere un onore piuttosto che un lavoro.
La mattina seguente il figlio rinuncia di ritornare al suo lavoro in città, per esaudire il sogno di suo padre di insegnare nella vecchia scuola, anche solo per un giorno, che è stata fondamentale per i suoi genitori poiché si sono innamorati grazie ad essa, usando il libro di testo di suo padre che scrisse lui stesso.

## Distribuzione

### Edizione italiana
Il doppiaggio italiano de La strada verso casa è stato eseguito a Roma presso LaBibi.it, con la direzione di Gianni G. Galassi.

## Riconoscimenti
- 2000 - Festival internazionale del cinema di Berlino
  - Orso d'argento, gran premio della giuria
  - Premio della giuria ecumenica